# Daniela Philippi (Journalistin)
Daniela Philippi (* 1949 in München) ist eine deutsche Journalistin.

## Werdegang
Philippi legte 1968 das Abitur ab und studierte im Anschluss Romanistik und Germanistik an der Ludwig-Maximilians-Universität München. Nach Abschluss als Magister artium 1974 besuchte sie die Deutsche Journalistenschule in München. Von 1975 an war sie für den Bayerischen Rundfunk tätig und erhielt dort 1979 eine Festanstellung als Redakteurin. Ab 1992 berichtete sie regelmäßig aus dem Bayerischen Landtag. Daneben berichtete sie live von den Bayreuther Festspielen. 1995 wurde sie Leiterin der neu gegründeten Abteilung Landespolitik. Seit Februar 2009 war sie als Nachfolgerin von Michael Ziegler Sprecherin des bayerischen Ministerpräsidenten Horst Seehofer (CSU) und der Bayerischen Staatsregierung. Am 1. Oktober 2016 ging sie in den Ruhestand. Ihr Nachfolger wurde der Leiter des Koordinierungsstabs Flüchtlinge in der bayerischen Staatskanzlei, Rainer Riedl.
Sie ist ehrenamtliches Kuratoriumsmitglied der Akademie für Politische Bildung in Tutzing.

## Ehrungen
- 2001: Bayerische Verfassungsmedaille in Silber
- Juli 2008: Staatsmedaille für besondere Verdienste um die bayerische Wirtschaft, verliehen vom Bayerischen Wirtschaftsministerium